# Alto Salvador
Alto Salvador, anciennement El Salvador, est une localité argentine située dans le département de San Martín, province de Mendoza. Elle est située à 10 km au nord de la ville de San Martin, dans une zone autour des rues Costa Montecaseros, del Oratorio et Cerecetto.

## Toponymie
Le nom vient d'une chapelle érigée par le frère Antonio Aragón dans une zone élevée, appelée El Salvador.

## Infrastructures
La chapelle, avec son architecture dans un cadre rocheux, est une attraction touristique à part entière. La localité possède une école datant de 1870 et un centre de santé,. Des forages pétroliers ont été effectués dans la région.